# Kazališni susreti u Zagvozdu
Kazališni susreti u Zagvozdu je hrvatska kazališna manifestacija.
Počela se održavati 1998.
Ovaj ljetnji kazališni festival se održava svake godine u srpnju i kolovozu u zabiokovskom mjestu Zagvozdu.
Otkako se počeo održavati, ovaj festival je ugostio brojne poznate glumačke družine i dramske glumce.

## Vanjske poveznice
- HRT[neaktivna poveznica] Kultura